# 제리 버틀러
제리 버틀러(영어: Jerry Butler, 1939년 12월 8일 ~ 2025년 2월 20일)는 미국의 전 솔 싱어송라이터, 프로듀서, 음악가, 은퇴한 정치인이다. 그는 또한 1991년 로큰롤 명예의 전당 입성자뿐만 아니라 알앤비 보컬 그룹 임프레션스의 원조 리드 싱어로도 유명하다. 임프레션스를 떠난 이후, 제리는 《빌보드》 팝 & 알앤비 차트 55개가 넘는 히트곡들을 솔로 가수로 가지고 있었다. 여기에는 15개의 톱 40 히트곡과 15개의 알앤비 톱 10이 포함되어 있다. 1985년부터 2018년까지 일리노이주 쿡군 위원으로 지냈다. 그리고 17명으로 구성된 이 자치구 이사회의 일원으로 보건 및 병원 위원회 의장을 맡았으며, 건설 위원회의 부위원장을 역임하였다.